# Пейрони, Дени
Дени Пейрони́ (фр. Denis Peyrony; 21 апреля 1869, Ле-Бюиссон-де-Кадуэн, Дордонь, Новая Аквитания — 25 ноября 1954, Сарла-ла-Канеда) — французский археолог, историк, специалист по палеолиту и истории первобытного искусства, музейный работник.
Основатель Национального музея доисторической эпохи в 1918 году в коммуне Ле-Эзи-де-Таяк-Сирёй, департамент Дордонь.

## Биография
Родился в крестьянской семье, с 1891 года — сельский учитель в регионе, богатом памятниками палеолита. С 1894 года под руководством французского археолога Л. Капитана участвовал в обследовании памятников каменного века региона.
В 1901 году вместе с А. Брёйлем и Л. Капитаном открыл палеолитические гравюры в пещере Комбарель, в 1901 году обнаружил памятники пещерного искусства в Фон-де-Гом, в 1902 году — в пещере Бернифаль, в 1903 году — в Пещере Тежа (верхний палеолит).
В 1905—1920 годах вёл раскопки Ла-Ферраси (первое обследование в 1896 г.; основные раскопки в 1909—1920 годах, совм. с Л. Капитаном), в 1921—1932 годах — пещерной стоянки Ложери-От, в которой зафиксировал существование индустрии протомадлен, также называемая перигор VII (22—21 тыс.).
Провёл исследования большого количества других палеолитических памятников на территории департамента Дордонь, в том числе ставших эпонимными — Ле-Мустье (с 1910), Ла-Мадлен (с 1912), Ла-Микок (1929—1932).
В 1918 году основал Национальный музей доисторической эпохи, в котором с 1928 года был главным хранителем. С 1929 года работал государственным инспектором памятников преистории.
В 1908 году выделил три стадии развития Солютрейской культуры; в 1933 году — индустрию перигордьен (которую он рассматривал как культуру), а в ней — пять стадий. По Д. Пейрони́, культура перигордьен сложилась на основе местных традиций (в отличие от почти одновременного Ориньяка, который он связывал с пришлым населением), развивалась на протяжении всей 1-й половины верхнего палеолита и имела продолжение в более поздних культурах на территории Франции.
Хотя разрабатывавшаяся Д. Пейрони́ теория автохтонизма ныне во многом пересмотрена, его стратиграфические и типологические исследования остаются востребованными при изучении верхнего и среднего
палеолита.

## Избранные публикации
- «Nouvelles observations sur le Moustérien final et l’Aurignacien inférieur»,  1922.
- «Les Eyzies et les environs», 1922
- "Le Gisement préhistorique de la Micoque et ses nouvelles industries, 1929.
- «Les gisements préhistoriques de Bourdeilles», 1932.
- «Fouilles de la Roque-Saint-Christophe» ,  1939
- «La grotte d’Abzac, à Gorge d’Enfer, commune des Eyzies-de-Tayac», 1941
- «Le Périgord préhistorique : essai de géographie humaine», 1949